# 프살리도푸스속
프살리도푸스속(Psalidopus)은 생이하목에 속하는 갑각류 속의 하나이다. 프살리도푸스상과(Psalidopodoidea), 프살리도푸스과(Psalidopodidae)의 유일한 속이다. 서 대서양에 1종, 인도-태평양에 2종 등 모두 3종을 포함하고 있다.

## 종
- Psalidopus barbouri Wood-Mason & Alcock, 1892
- Psalidopus huxleyi Chace, 1939
- Psalidopus tosaensis Toriyama & Hirokawa, 1993